# Euphyia harmonica
Euphyia harmonica là một loài bướm đêm trong họ Geometridae.